# 청천도서관
청천도서관(淸川圖書館)은 인천광역시 부평구 원길로 23에 있는 도서관이다. 2013년 4월 12일에 정식으로 개관하였다.

## 시설
- 1층: 어린이실, 유아방/이야기방, 나눔방, 서고
- 2층: 종합자료실, 정기간행물실, 디지털자료실, 다목적실1, 다목적실2, 쉼터

## 도서관 이용안내 및 휴관일
- 이용시간: 09:00~22:00 (화~금요일) / 09:00~18:00(토~일요일)
- 휴관일: 매주 월요일 및 국가공휴일